# Accord Deževa
 (septembre 2021).

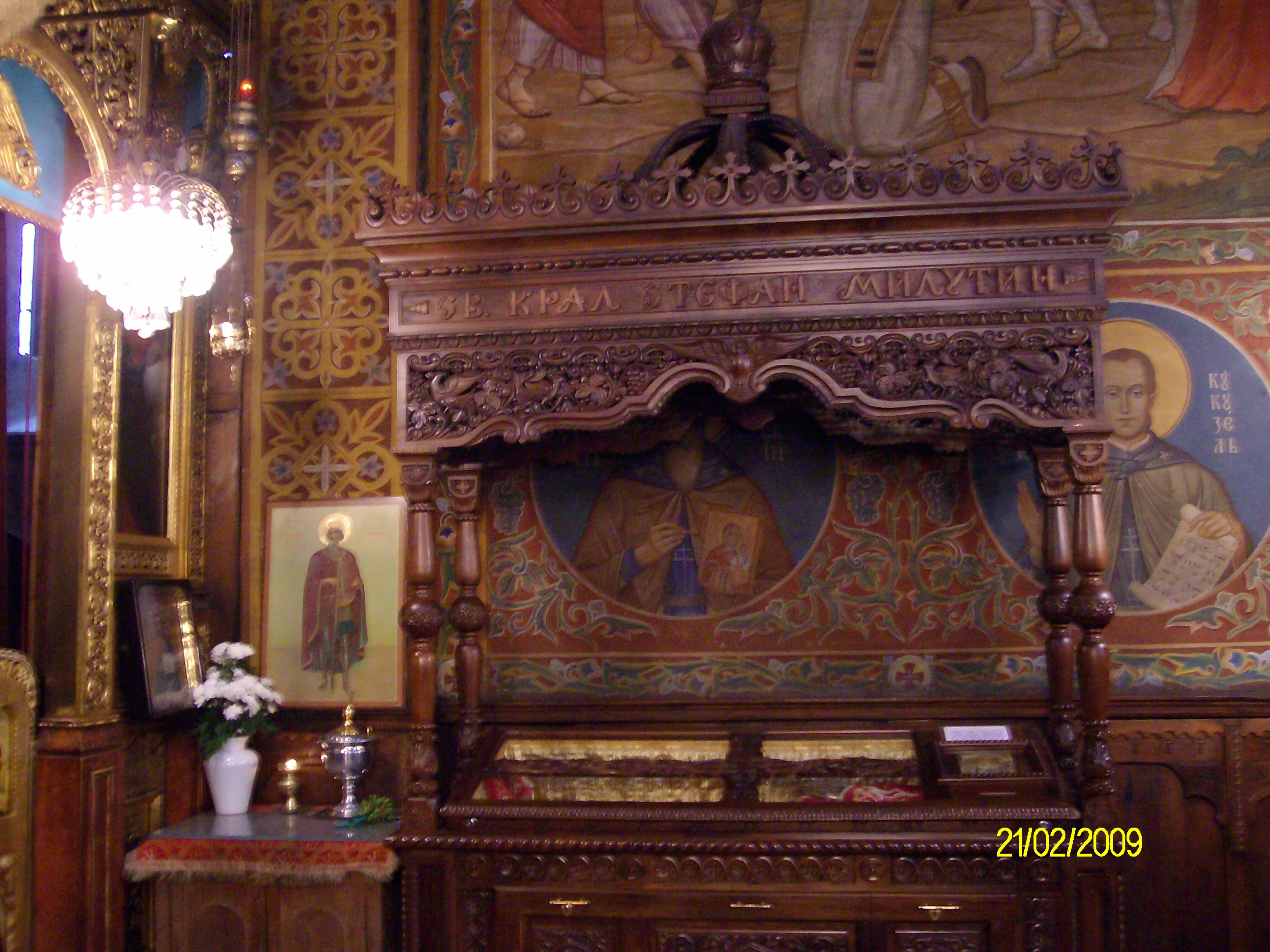
Cercueil de la relique Stefan Uroš II Milutin

L'accord Deževa est l'acte d'abdication conditionnelle de Stefan Dragutin en faveur de son frère Stefan Uroš II Milutin, établi dans la Forteresse de Jeleč en 1282, et dont la version définitive a été signée à Deževa la même année.
La condition est que Stefan Uroš II Milutin soit remplacé sur le trône par le fils de Stefan Dragutin — Stefan Vladislav II. L'abdication était nécessaire en raison de la menace de guerre de la Bulgarie, car le nouveau roi après l'accord a changé la politique étrangère et visait la conquête des territoires bulgares par Byzance, y compris les anciennes capitales de Skopje et Ohrid.